# Lemé
Lemé és un municipi francès situat al departament de l'Aisne i a la regió dels Alts de França. L'any 2007 tenia 450 habitants.

## Demografia

### Població
El 2007 la població de fet de Lemé era de 450 persones. Hi havia 180 famílies de les quals 48 eren unipersonals (20 homes vivint sols i 28 dones vivint soles), 56 parelles sense fills, 68 parelles amb fills i 8 famílies monoparentals amb fills.
La població ha evolucionat segons el següent gràfic:
Habitants censats

### Habitatges
El 2007 hi havia 216 habitatges, 185 eren l'habitatge principal de la família, 19 eren segones residències i 12 estaven desocupats. 207 eren cases i 6 eren apartaments. Dels 185 habitatges principals, 156 estaven ocupats pels seus propietaris, 25 estaven llogats i ocupats pels llogaters i 3 estaven cedits a títol gratuït; 2 tenien una cambra, 11 en tenien dues, 26 en tenien tres, 49 en tenien quatre i 96 en tenien cinc o més. 112 habitatges disposaven pel capbaix d'una plaça de pàrquing. A 84 habitatges hi havia un automòbil i a 70 n'hi havia dos o més.

### Piràmide de població
La piràmide de població per edats i sexe el 2009 era:
| Homes | Edats   | Dones |
| ----- | ------- | ----- |
| 0     | 95 o +  | 0     |
| 0     | 90 a 94 | 0     |
| 4     | 85 a 89 | 4     |
| 0     | 80 a 84 | 4     |
| 12    | 75 a 79 | 8     |
| 24    | 70 a 74 | 12    |
| 0     | 65 a 69 | 8     |
| 20    | 60 a 64 | 12    |
| 4     | 55 a 59 | 4     |
| 24    | 50 a 54 | 20    |
| 8     | 45 a 49 | 16    |
| 20    | 40 a 44 | 20    |
| 16    | 35 a 39 | 8     |
| 24    | 30 a 34 | 24    |
| 4     | 25 a 29 | 8     |
| 12    | 20 a 24 | 8     |
| 32    | 15 a 19 | 16    |
| 32    | 10 a 14 | 24    |
| 16    | 5 a 9   | 28    |
| 4     | 0 a 4   | 16    |

## Economia
El 2007 la població en edat de treballar era de 289 persones, 199 eren actives i 90 eren inactives. De les 199 persones actives 164 estaven ocupades (98 homes i 66 dones) i 35 estaven aturades (18 homes i 17 dones). De les 90 persones inactives 31 estaven jubilades, 27 estaven estudiant i 32 estaven classificades com a «altres inactius».

### Ingressos
El 2009 a Lemé hi havia 184 unitats fiscals que integraven 468 persones, la mediana anual d'ingressos fiscals per persona era de 14.623 €.

### Activitats econòmiques
Dels 6 establiments que hi havia el 2007, 3 eren d'empreses de construcció, 1 d'una empresa de comerç i reparació d'automòbils, 1 d'una empresa financera i 1 d'una empresa classificada com a «altres activitats de serveis».
Dels 4 establiments de servei als particulars que hi havia el 2009, 1 era un paleta, 1 fusteria i 2 lampisteries.
L'any 2000 a Lemé hi havia 19 explotacions agrícoles que ocupaven un total de 856 hectàrees.

## Equipaments sanitaris i escolars
El 2009 hi havia una escola maternal integrada dins d'un grup escolar amb les comunes properes formant una escola dispersa.

## Poblacions més properes
El següent diagrama mostra les poblacions més properes.